# Scribus
Scribus – wolny program (ang. free software) do tworzenia publikacji (DTP).
Możliwe zastosowania programu to publikacje przeznaczone do druku (biuletyny, broszury, gazetki itp.) oraz interaktywne formularze i prezentacje w formacie PDF.
Scribus zalicza się do tej samej kategorii programów co Adobe PageMaker, QuarkXPress, Kombi czy Adobe InDesign – z tą zasadniczą różnicą, że Scribus jest wolną i dostępną za darmo aplikacją opublikowaną na licencji GNU GPL.
Scribus wyposażony jest w obsługę czcionek TrueType, Type 1 i OpenType oraz funkcje importu i eksportu do powszechnie używanych formatów graficznych, m.in. SVG, PostScript, EPS, PDF, TIFF, PNG, JPEG.